# Coups de soleil (film)
Pour plus de détails, voir Fiche technique et Distribution.
Coups de soleil (Private Resort) est un film américain réalisé par George Bowers, sorti en 1985. 
C'est le 2e film de Johnny Depp et le premier dans lequel il joue l'un des premiers rôles.

## Synopsis
Ben et Jack sont deux garçons invités dans un club de vacances de Floride pour un week-end et qui comptent passer leur temps à séduire les filles. Mais leur chemin croise celui du Maestro, un voleur de bijoux venu dérober le collier de diamants de la riche Amanda Rawlings.

## Fiche technique
- Titre original : Private Resort
- Titre français : Coups de soleil
- Réalisation : George Bowers
- Scénario : Gordon Mitchell, Ken Segall et Alan Wenkus
- Photographie : Adam Greenberg
- Montage : Samuel D. Pollard
- Décors : Michael Corenblith
- Costumes : Jill Ohanneson
- Production : Don Enright et R. Ben Efraim
- Sociétés de production : Delphi III Productions et TriStar Pictures
- Pays d'origine : États-Unis
- Langue : anglais
- Format : Couleur - 1,85:1 - 35 mm - son stéréo
- Genre : Comédie
- Durée : 82 minutes
- Dates de sortie : 
  - États-Unis : 3 mai 1985

## Distribution
- Rob Morrow : Ben
- Johnny Depp : Jack
- Emily Longstreth : Patti
- Karyn O'Bryan : Dana
- Hector Elizondo : The Maestro
- Dody Goodman : Amanda Rawlings
- Tony Azito : Reeves
- Hilary Shepard : Shirley
- Leslie Easterbrook : Bobbie Sue
- Michael Bowen : Scott
- Andrew Dice Clay : Curt

## Accueil
Le film a été un échec commercial aux États-Unis, ne rapportant que 331 816 $ au box-office dans ce pays.
Il recueille 20 % de critiques favorables, avec une note moyenne de 3,1/10 et sur la base de 5 critiques collectées, sur le site Rotten Tomatoes.